# مورگان، لوئیس و باکیس
مورگان، لوئیس و باکیس (به انگلیسی: Morgan, Lewis & Bockius) یک شرکت حقوقی چندملیتی است که در سال ۱۸۷۳ تأسیس شد و مرکز آن در فیلادلفیا است. این شرکت ۲۵ دفتر حقوقی و بیش از ۱۴۰۰ وکیل دارد. شرکت مورگان بیشتر برای فعالیت در زمینه‌های دعوی قضایی، قوانین رقابتی، انرژی، علوم زیستی و اوراق بهادار شناخته می‌شود.